# Dirk Zeelenberg
Dirk Zeelenberg (Rotterdam, 11 maart 1969) is een Nederlands acteur, presentator en trouwambtenaar.

## Levensloop
Na vier keer te zijn afgewezen op toneelscholen, besluit Zeelenberg na zijn havo niet verder te gaan studeren. 
Zeelenberg is bekend van de Grolschreclame en van de LOI-reclame waarin hij de rol van Wouter speelde, en als de homoseksuele voetbalaanvoerder Bram in All Stars. Vanaf 2012 tot 2016 was Zeelenberg te zien in de succesvolle serie Divorce. In de zomer van 2013 was Zeelenberg te zien in het tiende seizoen van Ranking the Stars. Van eind augustus 2015 t/m februari 2016 presenteerde hij Thuis op zondag samen met Kim-Lian van der Meij bij de zender SBS6. In 2016 speelde hij in de film Familieweekend.
Hij woont in Amsterdam en heeft drie kinderen uit een vorige relatie.
Vanaf 2015 is Zeelenberg ook werkzaam als trouwambtenaar.
Zeelenberg heeft in 2016 en 2017 tevens twee boeken geschreven: Niet bepaald een Succesverhaal en Ode aan de Liefde.

## Carrière

### Theater
- Iphgeneia in Aulis - Regie: Alize Zandwijk; Toneelgroep Amsterdam (1988)
- De Zaak Kenny - Regie: Ton Lutz; René Stokvis Producties BV (1989)[5]
- Voorjaarsontwaken - Regie: Alize Zandwijk; Toneelgroep Amsterdam (1989)
- Op bezoek bij meneer Green (2000)

### Filmografie
- Laat maar zitten - Job, zoon van Miechels
- We zijn weer thuis (1989-1994) - Rob van Zijl
- Romeo (1990) - Acteur
- Suite 215 (televisieserie) - Rol onbekend (1991)
- De vereenigde Algemeene (televisieserie) - Twee geeltjes (afl. onbekend, 1992)
- In de Vlaamsche pot (televisieserie) - Gast (afl. F..f..f..franse Avond, 1992)
- Mus (televisieserie) - Ambtenaar van de Sociale Dienst (1993)
- Het zonnetje in huis (televisieserie) - Marcel de vriend van de hoofdredacteur (afl. 6)(1993)
- Kats & Co (televisieserie, 1994) - Bas
- Het laatste glas melk (televisiefilm, 1995) - Matthieu
- De schaduwlopers (1995) - Frans
- Antonia (1995) - Pier
- Zwarte Sneeuw (televisieserie) - Frank (1996)
- Over de liefde (televisieserie) - Rol onbekend (afl. La Grande valse brillante, 1998)
- Het 14e kippetje (1998) - Martin Teitel
- Wij Alexander (televisieserie) - Kleinzoon Van Dijck (1998)
- Man, vrouw, hondje (televisiefilm, 1999) - Rol onbekend
- De boekverfilming (1999) - Lars Schumann Jr. II
- Baantjer (televisieserie) - Gerard Rengel (afl. De Cock en de moord uit angst, 1996), Geert-Jan Bron (afl. De Cock en de sluipmoord, 2001)
- De middeleeuwen (televisieserie, 2001)
- All Stars (televisieserie) - Bram #2 (25 afl., 2000-2001)
- 'n Stukje humor (2002) - Zichzelf
- Russen (televisieserie) - Ronnie (afl. Wraakengel, 2003)
- Costa! (televisieserie) - Martin Meijers (afl. Zon, zee, sex en gebarentaal, 2004)
- Grijpstra & De Gier (televisieserie) - Loek Verhagen (afl. Een graf vol geheimen, 2004)
- Simon (2004) - Bram
- Kinderen geen bezwaar (televisieserie) - André (afl. Een goeie en Annie M.G., 2005)
- Allerzielen (2005) - Ober (segment 'Restaurant')
- Bitches (televisieserie) - Bert (afl. De Blér Bitch Prodject, 2005)
- Keyzer & De Boer Advocaten (televisieserie) - Allard de Swaan (afl. Vadertje en moedertje, 2005)
- ZOOP (televisieserie) - Mental coach Lex (afl. 3 december 2005)
- Samen (televisieserie) - Jacco (afl. 28 december 2005, 10 januari 2006)
- Lotte (televisieserie) - Hugo Lombardi (200 afl., 2006)
- Zwartboek (2006) - Siem
- SEXtet (2007) - Bert
- Gooische Vrouwen (televisieserie) - personeelslid schietbaan (2007)
- Puppy Patrol (televisieserie) - fotograaf (afl. 11, Bling, 2008)
- De hoofdprijs (televisieserie, 2009) - Wouter
- S1NGLE (televisieserie) - Prof. Hank Egberts (afl. Verlatingsangst, 2009)
- De Hel van '63 (2009) - Telegraaf-journalist Jack
- Gangsterboys (2010)
- Divorce (televisieserie) - David Mendelbaum (2012-2016)
- Leve Boerenliefde (2013) - Kenneth
- Toscaanse Bruiloft (2014) - Koos
- Hartenstraat (2014) - Roderick
- Dagboek van een callgirl (televisieserie, 2015) - Klant
- De TV Kantine (televisieprogramma) - Tamar Mendelbaum (2015)
- Familieweekend (2016) - Rhoderick
- Zeesterren (televisieprogramma, 2016) - Zichzelf, kandidaat
- Een goed stel hersens (televisieprogramma) - Zichzelf, kandidaat (2017)
- Dokter Tinus (televisieserie) - Jos Vermalen (2017)

### Boeken
- Niet bepaald een Succesverhaal (2016)
- Ode aan de Liefde (2017)